# Colibri
A Colibri magyarul füleskolibrik a madarak osztályának sarlósfecske-alakúak (Apodiformes) rendjébe és a kolibrifélék (Trochilidae) családjába tartozó nem. Az alcsaládi besorolása bizonytalan, egyes szervezetek a remetekolibri-formák (Phaethornithinae) alcsaládjába sorolják ezt a nemet.

## Rendszerezésük
A német Johann Baptist von Spix írta le 1824-ben, jelenleg az alábbi 5 faj tartozik ide:
- fehérfarkú füleskolibri (Colibri serrirostris)
- ibolyakolibri (Colibri coruscans)
- barna füleskolibri (Colibri delphinae )
- zöld füleskolibri (Colibri thalassinus)
- kis füleskolibri (Colibri cyanotus[1] vagy Colibri thalassinus cyanotus)[2]

## Elterjedésük
Elterjedési területük Mexikótól, Közép-Amerikán és a Karib-térségen keresztül Dél-Amerikáig terjed.

## Megjelenésük
Testhosszuk 11,5-14 centiméter közötti. Nevüket a fülüket takaró tollacskáról kapták.